# Генератор Рекс
„Генератор Рекс“ (на английски: Generator Rex) е американски анимационен сериал. Излъчването му е от 23 април 2010 г. до 3 януари 2013 г.

## „Генератор Рекс“ в България
В България сериалът започва да се излъчва от 18 февруари 2011 г. със синхронен дублаж на български, всеки петък от 19:30. по Cartoon Network. Дублажът е на студио „Доли“. В дублажа участват артистите Гергана Стоянова, Лина Шишкова, Надя Полякова, Живка Донева, Ася Рачева, Ирина Маринова, Стефан Сърчаджиев-Съра, Георги Стоянов, Явор Караиванов, Тодор Георгиев, Иван Петков, Цветан Ватев, Петър Бонев, Кирил Бояджиев, Христо Димитров, Иван Велчев, Ненчо Балабанов, Стоян Цветков и Петър Чернев.

## История
Пет години преди началото на историята в сериала масивна експлозия освобождава високи концентрации на нанити в атмосферата, заразявайки почти всяко живо същество на Земята. Тези нанити може произволно да се активират вътре в своя носител, превръщайки го в мутант – чудовище, известно като Ево. Въпреки че някои Евоси запазват човешкото си ниво на интелигентност, повечето подивяват и започват да сеят разруха и унищожение край себе си. Но съществува международна организация, известна като Провидънс, която води битка срещу заплахата от Евосите.
Главният герой, 15-годишният Рекс Салазар, също е Ево и е най-силното оръжие на Провидънс. За разлика от всички останали той може да контролира нанитите в организма си и да им нарежда как да му служат, без да го превръщат в чудовище. Той пътува по целия свят, за да се бори с чудовищни Евоси, да спаси земята и да възстанови нормалния начин на живот.

## Герои

### Главни герои
- Рекс Салазар – тийнейджър, който притежава способността да контролира своите нанити и да превръща тялото си в различни машини. По този начин се бори с чудовищата Евоси, които застрашават света. Типично за всеки тийнейджър той често се опитва да избяга от отговорност и не се подчинява на заповедите, дадени му от екипа на Провидънс. Основен проблем за Рекс е това, че не си спомня нищо от своето минало. В сериите първоначално миналото му е забулено в тайна, но бавно се разкрива с всеки следващ епизод. В оригинал се озвучава от Дарил Сабара, а в българския дублаж от Христо Димитров.
- Агент Шест – агент на Провидънс и нещо като бавачка на Рекс. Винаги спазва заповедите, които са му дадени. Шест е специалист в няколко форми на бойните изкуства и отлично владее една двойка сгъваеми мечове катана, които могат да режат през повечето материали с лекота. В оригинал се озвучава от Уоли Кърт, а в българския дублаж от Георги Стоянов.
- Бобо Хаха – маймуна, която може да говори и доста прилича на пират. Той е приятел на Рекс и често двамата се забавляват заедно. В оригинал се озвучава от Джон Димаджо, а в българския дублаж от Стефан Сърчаджиев-Съра.
- Д-р Ребека Холидей – доктор и приятелка на Рекс. Рекс е влюбен в нея, но тя не му отвръща на чувства. Малката ѝ сестра е заразена с нанити, но в 15-и епизод от втори сезон е изцяло излекувана. През втори сезон Холидей и Агент Шест стават двойка. В оригинал се озвучава от Грей ДеЛайл, а в българския дублаж от Гергана Стоянова.
- Ноа Никсън – обикновено момче, приятел на Рекс. Двамата често играят баскетбол или тенис на маса и така Рекс разпуска от изтощителните битки с Евосите и се чувства като нормален тийнейджър. В оригинал се озвучава от Фред Савидж, а в българския дублаж от Иван Велчев.

## Епизоди
Вижте: Списък с епизоди на Генератор Рекс